# 2925 Бітті
2925 Бітті (2925 Beatty) — астероїд головного поясу, відкритий 7 листопада 1978 року.
Тіссеранів параметр щодо Юпітера — 3,508.